# Nephrotoma perincisa
Nephrotoma perincisa är en tvåvingeart som beskrevs av Alexander 1949. Nephrotoma perincisa ingår i släktet Nephrotoma och familjen storharkrankar. Inga underarter finns listade i Catalogue of Life.